# Emperor’s New Clothes
Emperor’s New Clothes (рус. Новая одежда Императора) — песня американской рок-группы Panic! at the Disco, выпущенная 21 октября 2015 года в качестве третьего сингла их четвертого студийного альбома Death of a Bachelor. Данный сингл также был записан при поддержке постоянных для группы лейблов Fueled by Ramen и DCD2.
Песню написали Брендон Ури, Лорен Притчард, Джейк Синклер, Сэм Холландер и Дэн Уилсон. Продюсировал её Джейк Синклер. Клип этой песни был загружен на YouTube в день релиза, и служит сиквелом клипа This is Gospel. Сингл «Emperor’s New Clothes» был номинирован на звание лучшего трека 2016 года Kerrang! Awards.

## Клип
Клип песни Emperor’s New Clothes был загружен на официальный YouTube-канал лейбла Fueled by Ramen 21 октября 2015 года. Режиссером клипа стал Даниэль Кампос, который был режиссером и продюсером другого клипа Panic! At the Disco, This is Gospel, из альбома Too Weird to Live, Too Rare to Die! (2013). Действие клипа происходит после событий, которые произошли в клипе This is Gospel, после того, как тело Брендона Ури умерло и его душа ушла в белый свет. В клипе Emperor’s New Clothes Брендон падает сквозь белый свет в густой, тёмный, полный мрака туман. Белым светом авторы клипа хотели показать рай, а темный густой туман и темноту, соответственно, ад. В аду Ури соблазняют деньги и власть и он поддаётся искушениям.
Клип получил звание «Видео года» по опросу журнала Rock Sound среди читалей в 2015 году. Также данный клип был номинирован на премию «Лучшее музыкальное видео» по версии Alternative Press Music Awards, Emperor’s New Clothes выиграл в данной номинации.
На момент 17 апреля 2020 года, клип на YouTube набрал 249 миллионов просмотров, что делает этот клип самым популярным из альбома Death of a Bachelor.

## Чарты
| Чарт                                         | Максимальная позиция |
| -------------------------------------------- | -------------------- |
| Alternative Digital Songs (Billboard)        | 3                    |
| США (Billboard Hot 100)                      | 68                   |
| США (Billboard Hot Rock & Alternative Songs) | 5                    |
| Rock Digital Songs (Billboard)               | 3                    |

## Сертификаты
| Регион | Сертификация | Продажи   |
| --- | ------------ | --------- |
| США (RIAA) | Платиновый   | 1 000 000 |
| * Данные о продажах приведены только на основе сертификации. · ^ Данные о тиражах приведены только на основе сертификации. · Данные о продажах + прослушиваниях приведены только на основе сертификации. |              |           |